# Раде Маричић
Раде Маричић (Чачак, 1996) српски је позоришни и телевизијски глумац.

## Биографија
Раде Маричић је рођен 1996. године у Чачку, одакле се, као четворогодишњак, са породицом преселио у Бечеј. У том граду је, као ученик Гимназије, почео да се бави глумом у Драмском студију младих, Градског позоришта. На сцени је дебитовао улогом у премијерној обнови представе Све што сте одувек желели да знате о сексу, а нисте смели да питате, у режији Анете Туцаков, по тексту Вудија Алена. У јуну исте године, премијерно је изведена представа Леонс и Лена, у којој је добио насловну улогу у глумачкој подели. Комад је рађен по тексту Георга Бихнера, у адаптацији и режији Игора Павловића. Наредне године је играо и у премијери Богојављенске ноћи, такође у поставци глумца Српског народног позоришта, Игора Павловића, а по тексту Вилијама Шекспира. Играо је још и у представи Ћелава певачица, по тексту Ежена Јонеска. По завршетку средњошколског образовања, уписао је студије глуме на Академији уметности Универзитета у Новом Саду, у класи професора Бориса Исаковића. У оквиру пројекта Културни напад, са својом класом је током децембра 2016. извео представу Ћути и певај у Позоришту „Добрица Милутиновић” у Сремској Митровици, инђијском Културном Центру, као и Културном центру „Брана Црнчевић” у Руми. Пред крај године одиграна је и у Мултимедијалном центру Академије уметности у Новом Саду. Са испитном представом Мали брачни злочини, која представља дуодраму урађену по тексту Ерика Емануела Шмита, Маричић је гостовао у матичном бечејском позоришту, у фебруару 2018. У том извођењу, партнерку на сцени играла је његова колегиница са класе, Ема Муратовић. Са класом је играо и у мјузиклу Коса, испитној представи студенткиње мултимедијалне режије, Душанке Беладе.
На Позорју младих, у мају 2018, премијерно је изведена представа Живот провинцијских плејбоја, у којој су укључене и остале колеге из његове класе. У критици Николине Ђукановић, наглашено је да је у извођењу представе примећен труд читаве класе, као и да је Маричић придобио симпатије публике. Крајем исте године, на сцену је постављен наслов Како ја ово сину да објасним?, који се бави заступљеношћу екстремизма у друштву. Поред њега, улоге су подељене још Дејану Максимовићу, Еми Муратовић и Јелени Симић. Обе представе гостовале су на фестивалу А.Н.Ф.И. театар, лета наредне године. Маричић је дипломирао представом На дну, по тексту Максима Горког, коју је његова класа извела извела у априлу 2019. године.
Своју прву телевизијску улогу, Раде Маричић је остварио у серији Синише Павића, Јунаци нашег доба. У глумачкој подели тог пројекта, припала му је улога Срђана Симоновића, самофинансирајућег студента, који је запослен као конобар, али је предан свему што ради. Недуго након завршетка емитовања првог циклуса те серије, од 21 епизоде, Прва српска телевизија је у свој програм увела серију Игра судбине, где је Маричићу такође припала једна од улога.

## Улоге

### Позоришне представе
| Представа                                                           | Улога                    | Текст                 | Драматургија /адаптација/ | Режија         | Позориште                    | Премијера          |
| ------------------------------------------------------------------- | ------------------------ | --------------------- | ------------------------- | -------------- | ---------------------------- | ------------------ |
| Све што сте одувек желели да знате о сексу, а нисте смели да питате |                          | Вуди Ален             | Анета Туцаков             | Анета Туцаков  | Градско позориште Бечеј      | 22. март 2013.     |
| Леонс и Лена                                                        | Леонс                    | Георг Бихнер          | Игор Павловић             | Игор Павловић  | Градско позориште Бечеј      | 8. јун 2013.       |
| Богојављенска ноћ                                                   |                          | Вилијам Шекспир       | Игор Павловић             | Игор Павловић  | Градско позориште Бечеј      | 10. јун 2014.      |
| Ћелава певачица                                                     | Господин Мартин          | Ежен Јонеско          | Игор Павловић             | Игор Павловић  | Градско позориште Бечеј      | 30. мај 2015.      |
| Ћути и певај                                                        |                          |                       |                           |                | Академија уметности Нови Сад | 2016.              |
| Мали брачни злочини                                                 | Жил                      | Ерик Емануел Шмит     | Ерик Емануел Шмит         | Борис Исаковић | Академија уметности Нови Сад | 11. мај 2017.      |
| Коса                                                                |                          | Жером Раги Џејмс Радо | ансамбл представе         | Душанка Белада | Академија уметности Нови Сад | 19. јун 2017.      |
| Живот провинцијских плејбоја                                        | Пандолфо Петровић – Паки | Душан Јовановић       | Душан Јовановић           | Борис Исаковић | Академија уметности Нови Сад | 28. мај 2018.      |
| Екстремизам: Како ја ово сину да објасним?                          |                          | Филип Грујић          | Филип Грујић              | Војкан Арсић   | Позориште младих             | 14. децембар 2018. |
| На дну                                                              | Васја пепел              | Максим Горки          | Максим Горки              | Борис Исаковић | Фирчи Тинк-Тенк студио       | 7. април 2019.     |

### Филмографија
| Год.        | Назив                                  | Улога           |
| ----------- | -------------------------------------- | --------------- |
| 2019—2022.  | Јунаци нашег доба (серија)             | Срђан Симоновић |
| 2020, 2025. | Игра судбине (серија)                  | Бошко Каначки   |
| 2021.       | Бићемо богати                          | Пера Перић      |
| 2021.       | Бележница професора Мишковића (серија) | Бошковић        |
| 2022—2023.  | Од јутра до сутра                      | Дејан Милић     |
| 2023.       | Кошаре                                 |                 |
| 2024.       | Златни рез 42                          |                 |